# Apuã
Apuã ou Apuan é um prenome masculino da língua tupi. Pode significar "monte", "arredondado"[carece de fontes?] ou "dedo polegar".

## Lugares Relacionados
- Município de Apuã, no Amapá, no Brasil.

- A Praia de Apuã, em Santa Cruz Cabrália, na Bahia, no Brasil.

- O Rio Apuã, que liga os municípios de Carlos Gomes e São João da Urtiga, no Rio Grande do Sul, no Brasil.

- O Lago Apuã, localizado na Amazônia.